# Amor International 1989
Die Amor International 1989 im Badminton fanden vom 7. bis zum 9. April 1989 in Groningen statt. 

## Sieger und Platzierte
| Disziplin    | Gold                            | Silber                               | Bronze                           |
| ------------ | ------------------------------- | ------------------------------------ | -------------------------------- |
| Herreneinzel | Claus Overbeck                  | Vimal Kumar                          | Chris Bruil                      |
| Herreneinzel | Claus Overbeck                  | Vimal Kumar                          | Jan S. Andersen                  |
| Dameneinzel  | Suzanne Louis-Lane              | Tracy Dineen                         | Julia Zhilikhovskaya             |
| Dameneinzel  | Suzanne Louis-Lane              | Tracy Dineen                         | Diana Koleva                     |
| Herrendoppel | Jeroen van Dijk Chris Bruil     | Morten B. Pedersen Jacob Christensen | Ron Michels Mical de Boer        |
| Herrendoppel | Jeroen van Dijk Chris Bruil     | Morten B. Pedersen Jacob Christensen | Kim Brodersen Henrik Sahlgreen   |
| Damendoppel  | Suzanne Louis-Lane Tracy Dineen | Marian Christiansen Gitte Paulsen    | Esther Villanueva Sonja Mellink  |
| Damendoppel  | Suzanne Louis-Lane Tracy Dineen | Marian Christiansen Gitte Paulsen    | Marlene Thomsen Trine Johansson  |
| Mixed        | Randy Trieling Sonja Mellink    | Henrik Sahlgreen Gitte Søgaard       | Per Andreasen Gitte Paulsen      |
| Mixed        | Randy Trieling Sonja Mellink    | Henrik Sahlgreen Gitte Søgaard       | Flemming Thomsen Marlene Thomsen |

## Finalergebnisse
| Disziplin    | Sieger                          | Finalist                             | Ergebnis            |
| ------------ | ------------------------------- | ------------------------------------ | ------------------- |
| Herreneinzel | Claus Overbeck                  | Vimal Kumar                          | 12–15, 18–13, 15–1  |
| Dameneinzel  | Suzanne Louis-Lane              | Tracy Dineen                         | 11–5, 11–3          |
| Herrendoppel | Jeroen van Dijk Chris Bruil     | Morten B. Pedersen Jacob Christensen | 15–12, 11–15, 15–5  |
| Damendoppel  | Suzanne Louis-Lane Tracy Dineen | Marian Christiansen Gitte Paulsen    | 13–15, 15–12, 17–14 |
| Mixed        | Randy Trieling Sonja Mellink    | Henrik Sahlgreen Gitte Søgaard       | 15–12, 11–15, 15–5  |